# La Ronde de l'aube
Pour plus de détails, voir Fiche technique et Distribution.
La Ronde de l'aube (titre original : The Tarnished Angels) est un film américain réalisé par Douglas Sirk, sorti en 1958.
C'est une adaptation (relativement fidèle) d'un roman de William Faulkner intitulé Pylone situé dans le milieu des "aviateurs de cirque" (en anglais les "barnstormers" littéralement les "ravageurs de granges") des années folles (1920 et 1930) , une époque où les très dangereuses courses d'avions autour de pylônes étaient une sensation médiatique (Trophée Schneider , National Air Races , Greve Trophy...etc) .

## Synopsis

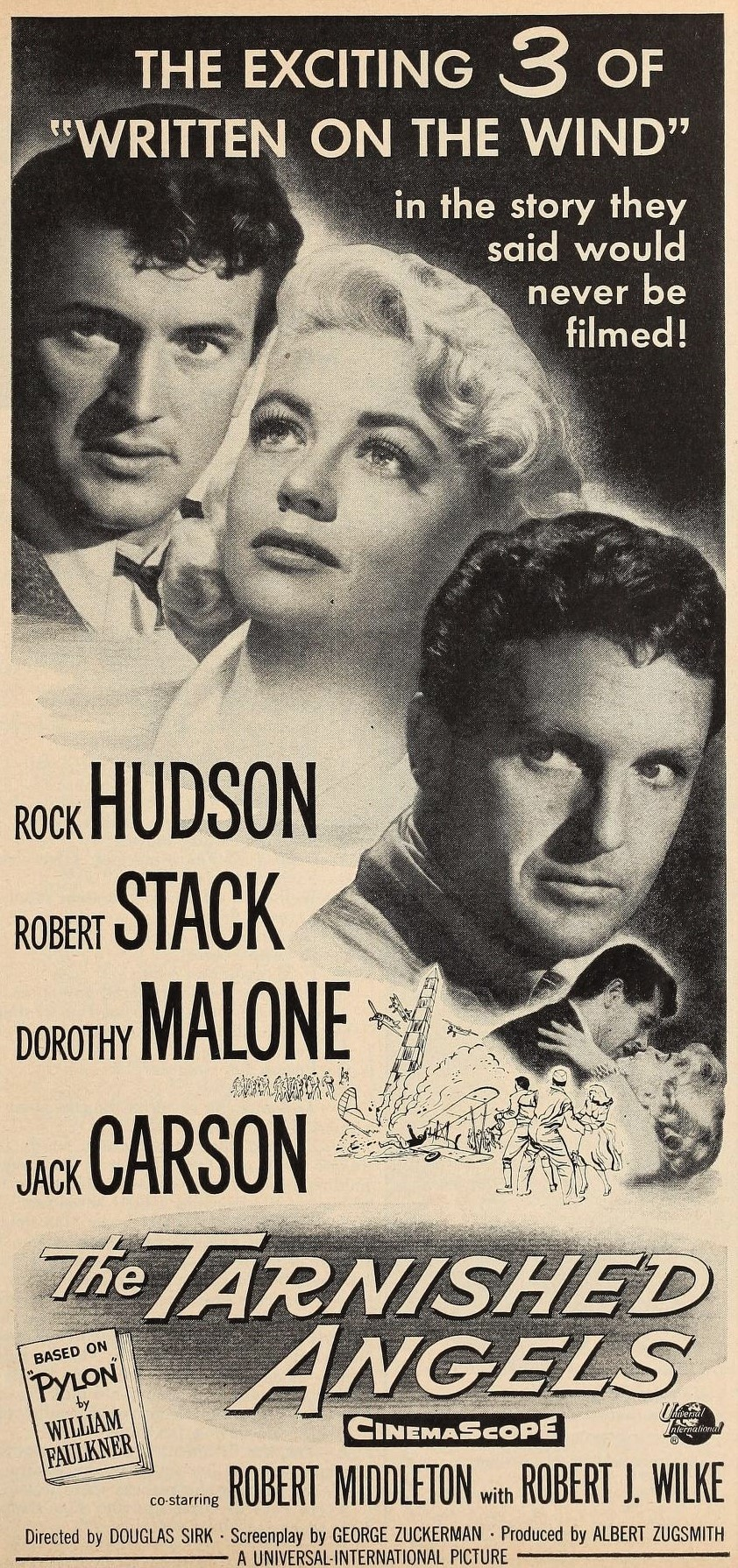
Annonce du film dans Modern Screen.

En 1932, lors d'un reportage sur un meeting d'acrobatie aérienne à La Nouvelle-Orléans, le journaliste Burke Devlin rencontre un fou d'aviation, Roger Shumann, héros de l'Escadrille Lafayette, sa femme Laverne, leur jeune fils Jack et le mécanicien Jiggs. Ange déchu dans des meetings aériens où il retrouve brièvement son statut de héros bravant la mort, Schumann saura t-il refaire surgir sa part d'humanité pour la femme qui se sacrifie pour lui et s'exhibe dans des sauts en parachute, pour le fils sans cesse moqué à qui il offre une existence misérable ? Là où le brave Jiggs échoue, Devlin, pourtant amoureux de cette femme insaisissable, réussira : redonner à Schumann le vrai sens de l'héroïsme et donc du sacrifice pour ceux qu'il reconnaît enfin aimer après les avoir tant avilis.

## Fiche technique
- Titre original : The Tarnished Angels
- Titre français : La Ronde de l'aube
- Réalisation : Douglas Sirk
- Scénario : George Zuckerman (en), d'après le roman Pylône (Pylon) de William Faulkner
- Photographie : Irving Glassberg et Clifford Stine (effets visuels)
- Montage : Russell F. Schoengarth
- Musique : Frank Skinner, Joseph Gershenson
- Direction artistique : Alexander Golitzen et Alfred Sweeney
- Décors : Russell A. Gausman et Oliver Emert
- Costumes : Bill Thomas
- Producteur : Albert Zugsmith (en)
- Société de production : Universal Pictures
- Format : Noir et blanc — 35 mm — 2,35:1 (CinemaScope)  — Son : Mono
- Genre : Film dramatique, Film d'aventure, Film d'action
- Durée : 87 minutes (1 h 27)
- Dates de sorties :
  - Royaume-Uni : 21 novembre 1957 (première mondiale à Londres)
  - États-Unis : 11 janvier 1958
- Affiche : Constantin Belinsky (France)

## Distribution
- Rock Hudson (VF : André Falcon) : Burke Devlin
- Robert Stack (VF : Marc Cassot) : Roger Shumann
- Dorothy Malone (VF : Claire Guibert) : Laverne Shumann
- Jack Carson (VF : Claude Péran) : Jiggs
- Robert Middleton (VF : Abel Jacquin) : Matt Ord
- Troy Donahue : Frank Burnham
- Robert J. Wilke : Hank
- Eugene Borden (VF : Raymond Rognoni) : Claude Mollet
- Alan Reed (VF : Jean Violette) : colonel J.T. Fineman
- Alexander Lockwood (VF : Lucien Bryonne) : Sam Hagood

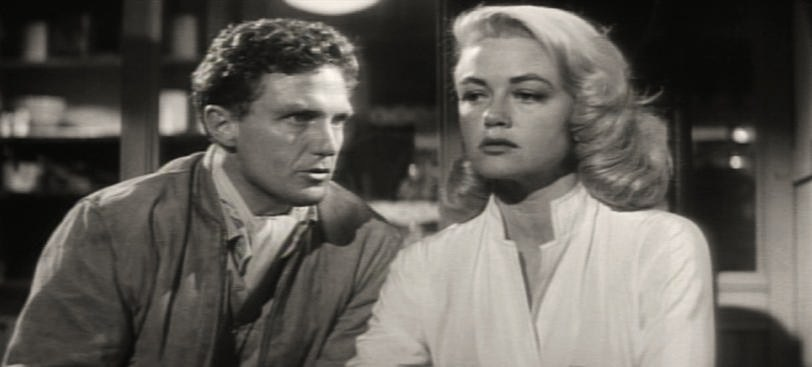
Robert Stack et Dorothy Malone
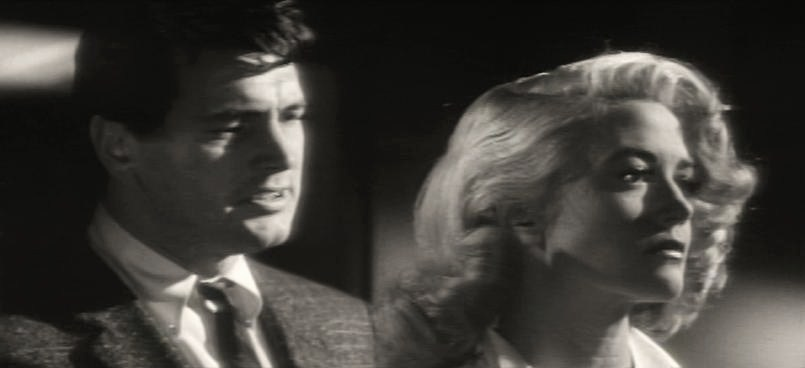
Rock Hudson et Dorothy Malone
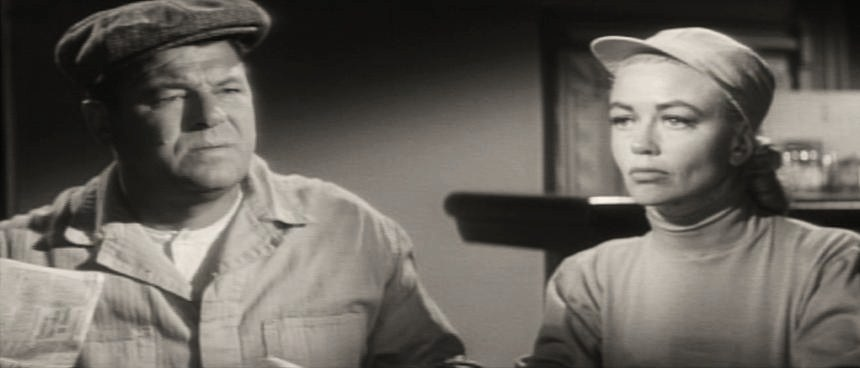
Jack Carson et Dorothy Malone

## Critique
À l'occasion d'une diffusion télévisée, Patrick Brion écrivait dans Télérama (sous le pseudonyme d'André Moreau) :

« Dès la première apparition de Laverne, jouée par Dorothy Malone, cheveux et jupe au vent, on comprend que La Ronde de l'aube est un film dans lequel Douglas Sirk a mis toute sa personnalité et toute sa sensibilité. Retrouvant, quelques mois seulement après Écrit sur du vent, trois des interprètes du film (Rock Hudson, Robert Stack et Dorothy Malone), il s'attache à l'univers des pilotes acrobatiques. Héros de la Première Guerre mondiale, habitués à braver les dangers, ces hommes sont la distraction d'une Amérique marquée par la grande crise économique. La mort s'inscrit en filigrane et rarement, les thèmes chers à Faulkner ont été restitués aussi remarquablement qu'ici. Sirk a d'ailleurs avoué avoir toujours été fasciné par ces personnages « à l'affût de la vie et qui croient qu'elle leur échappe ». Le danger, la mort, la volonté de la braver en prenant le maximum de risques et, parallèlement, le souhait de vivre le plus intensément possible, tel est le climat de La Ronde de l'aube. Bouleversant. »

- Cette même année 1958, William A. Wellman réalise un film consacré à l'escadrille Lafayette, sous le titre C'est la guerre (Lafayette Escadrille).